# Stormfulde højder (film fra 1939)
 For alternative betydninger, se Stormfulde højder (flertydig). (Se også artikler, som begynder med Stormfulde højder)
Stormfulde højder er en amerikansk dramafilm fra 1939. Filmen er instrueret af William Wyler, og har Merle Oberon og Laurence Olivier i hovedrollerne. Filmen er baseret på bogen med samme navn fra 1847 af Emily Brontë.

## Medvirkende
- Merle Oberon som Cathy Earnshaw
- Laurence Olivier som Heathcliff
- David Niven som Edgar Linton
- Flora Robson som Ellen
- Donald Crisp som Dr. Kenneth
- Geraldine Fitzgerald som Isabella Linton
- Hugh Williams som Hindley Earnshaw
- Leo G. Carroll som Joseph
- Miles Mander som Lockwood
- Cecil Kellaway som Earnshaw